# Emilia Persico
Emilia Persico (fl. XIX secolo) è stata una cantante italiana.
È nota per avere interpretato 'O marenariello, famosa canzone napoletana del 1893 musicata da Salvatore Gambardella su testi di Gennaro Ottaviano.